# Лунц, Виктор
Виктор Лунц (нем. Victor Luntz; 8 марта 1840 г., Иббс-ан-дер-Донау — 12 октября 1903 г., Вена) — австрийский архитектор и профессор.

## Биография
Отец Виктора Лунца, Андреас Лунц, был местным чиновником. В 1847 году семья переехала в Вену, где с 1856 по 1860 год Виктор учился в Политехническом институте, а затем, с 1860 по 1864 год, в Академии художеств. В 1862 году он был награждён премией Гунделя Академии за выдающиеся достижения. Его основными преподавателями были Август Зикард фон Зикардсбург и Эдуард ван дер Нюлль. Позже он работал с Фридрихом фон Шмидтом, строившим новую Венскую ратушу. Он также прошёл обучение на каменщика.
В 1874 году Виктор Лунц женился на сестре архитектора Александера Вилеманса, в чьей студии он работал. В 1885 году Технологический колледж (бывший Политехнический институт) назначил его на кафедру средневековой и христианской архитектуры, оставшуюся вакантной после смерти Генриха фон Ферстеля двумя годами ранее. С 1892 г. и до своей смерти он возглавлял специальную школу средневековой архитектуры при Академии. Среди его известных учеников были Хуберт Гангль, Рудольф Вискоциль и Макс Хегеле, спроектировавшие церковь, расположенную на Венском центральном кладбище.
Его жена умерла в 1885 году, оставив ему пятерых сыновей. Его старший сын, Адольф Лунц, стал известным пейзажистом.
Среди наиболее заметных работ Лунца — церковь Св. Франциска Ассизского, одна из немногих спроектированных им церквей. Он также выполнил реставрационные работы и работы по расширению в церкви Мария-ам-Гештаде и Миноритенкирхе.
В возрасте 63 лет у Лунца случился инсульт, когда он был на собрании в Академии, вскоре после которого он умер. В 1920 году его именем была названа улица в венском районе Бригиттенау.